# Andras Hargitay
Andras Hargitay (Hungría, 17 de marzo de 1956) es un nadador húngaro retirado especializado en pruebas de cuatro estilos, donde consiguió ser medallista de bronce olímpico en 1972 en los 400 metros.

## Carrera deportiva
En los Juegos Olímpicos de Múnich 1972 ganó la medalla de bronce en los 400 metros estilo, con un tiempo de 4:32.70 segundos, tras el sueco Gunnar Larsson que batió el récord olímpico con 4:31.28 segundos, y el estadounidense Tim McKee.
En cuanto a su actuación en los Mundiales, en el Campeonato Mundial de Natación de 1973 celebrado en Belgrado ganó el oro en 400 metros estilos, dos años después, en el Campeonato Mundial de Natación de 1975 de Cali, Colombia, ganó dos oros en 200 y 400 metros estilos, y por último tres años después, en el Campeonato Mundial de Natación de 1978 celebrado en Berlín ganó el bronce en los 400 metros estilos.